# Alois Betschart
Alois Betschart (* 10. November 1926 in Unterägeri; † 4. Juni 1978 in Oberägeri) war ein Schweizer Volksmusiker.

## Leben
Alois Betschart hatte zwei Brüdern und eine Schwester. Er wurde seitens des Vaters schon früh für das Handorgelspiel begeistert. Als Fünfjähriger spielte er erstmals öffentlich Ländlermusik vor Bundesrat Philipp Etter, der in Unterägeri in den Ferien weilte. Nach seiner Schulzeit absolvierte Alois Betschart eine Schreinerlehre. Diesen Beruf übte er bis zu seinem Tod aus. Alois Betschart starb am 4. Juni 1978 im Alter von 52 Jahren nach kurzer, schwerer Krankheit.

### Wirken
Alois Betschart spielte von 1946 bis 1954 in der Kapelle Schwyzerländli in Aegeri. Von 1954 bis 1956 war er Mitglied der Kapelle Zugerländli und von 1956 bis 1962 spielte er zusammen mit Edy Meier (Klarinette/Sax), Heiri Kuhn (Trompete), Josef Schuler (Klavier) und Harry Hasler (Bassgeige) in der Kapelle Meier-Betschart. Von 1962 an spielte Alois Betschart zusammen mit Dölf Rogenmoser (Akkordeon, Schwyzer- und Miniörgeli) und Franz Mettler (Klavier) sowie Sepp Bürkli (Bassgeige) in dem Handorgelduo Betschart-Rogenmoser.
Betschart hat fast 200 Ländlermusik-Kompositionen geschrieben. Typisch für ihn waren schmissige Kompositionen wie der Morgarten-Schützen-Marsch, der Zimmerli-Schottisch und der Ländler-Walzer Uf em Hüttebänkli. Er trat auch in Radio- und Fernsehsendungen auf. Betschart erreichte mit einem selber konstruierten dynamischen Tonabnehmer-Stab für Akkordeon und Klavier eine qualitative Verbesserung für Verstärker-Anlagen. Seine Konstruktion wird heute von vielen Ländlermusikformationen angewendet.

## Tonträger (Auswahl)
- Volksmusik und Jodellieder aus dem Luzernbiet und dem Zugerland; Urchig und lüpfig, Zürich : Ex-Libris-Verlag, 1978